# Aabybro Kommune
Aabybro Kommune i Nordjyllands Amt blev dannet ved kommunalreformen i 1970. Ved strukturreformen i 2007 indgik den sammen med Brovst Kommune, Fjerritslev Kommune og Pandrup Kommune i Jammerbugt Kommune med Aabybro som kommunesæde.

## Tidligere kommuner
Aabybro Kommune blev dannet ved sammenlægning af 3 sognekommuner, 2 fra Hjørring Amt og 1 fra Aalborg Amt:
| Kommune      | Amt      | Folketal 1. januar 1970 | Byer                          |
| ------------ | -------- | ----------------------- | ----------------------------- |
| Gjøl         | Hjørring | 1.006                   | Gjøl                          |
| Vedsted      | Hjørring | 1.379                   | Birkelse                      |
| Åby-Biersted | Aalborg  | 6.265                   | Aabybro, Biersted og Nørhalne |
| I alt        |          | 8.650                   |                               |

## Sogne
Aabybro Kommune bestod af følgende sogne:
- Biersted Sogn (Kær Herred)
- Gjøl Sogn (Hvetbo Herred)
- Vedsted Sogn (Hvetbo Herred)
- Aaby Sogn (Kær Herred)

## Borgmestre[2]
| Navn                    | Parti   | Periode   |
| ----------------------- | ------- | --------- |
| Jørgen H. Jørgensen     | Venstre | 1970-1978 |
| Aage Nielsen            | Venstre | 1978-1982 |
| Herdis Gregersen        | Venstre | 1982-1987 |
| Ole Lykkegaard Andersen | Venstre | 1987-2006 |